# Хелло, Долли! (фильм)
«Хелло, Долли!» (англ. Hello, Dolly!) — музыкальный фильм 1969 года режиссёра Джина Келли, основанный на одноимённом бродвейском мюзикле.

## Сюжет
Действие фильма происходит в Нью-Йорке в 1890 году. Овдовевшая сваха Долли Галлагер Леви, известная как знаменитая сводница, знакомится однажды с богатым холостяком Хорасом Вандергелдером, но вскоре понимает, что не стоит искать ему жену, потому что сама хочет ей стать.

## В ролях
- Барбра Стрейзанд — Долли
- Уолтер Маттау — Хорас Вандергелдер
- Майкл Кроуфорд — Корнелиус Хэкл
- Марианн Макэндрю — Айрин Моллой
- Дэнни Локин — Барнаби Такер
- Э. Дж. Пикер — Минни Фэй
- Джойс Эймс — Эрменгарда
- Томми Тьюн — Амброус Кемпер
- Луи Армстронг — Луи Армстронг, глава оркестра
- Фриц Фельд — помощник Рудольфа
- Дж. Пэт О’Мэлли — полицейский в парке

В титрах не указаны
- Эдди Куиллан — мистер Кэссиди
- Чарльз Лампкин — рабочий
- Лестер Дорр — рабочий

## Музыкальные номера
- «Call On Dolly»
- «Just Leave Everything To Me»
- «Main Titles»
- «It Takes a Woman»
- «It Takes a Woman (Reprise)»
- «Put on Your Sunday Clothes»
- «Ribbons Down My Back»
- «Dancing»
- «Before the Parade Passes By»
- «Intermission»
- «Elegance»
- «Love Is Only Love»
- «Hello, Dolly!»
- «It Only Takes a Moment»
- «So Long, Dearie»
- «Finale»
- «End Credits»

## Награды и номинации
- 1970 — три премии «Оскар» за лучшую работу художника и декоратора (Джон ДеКьюр, Джек Мартин Смит, Герман Блюменталь, Уолтер Скотт, Джордж Джеймс Хопкинс, Рафаэль Бреттон), лучшую музыку к фильму (Ленни Хэйтон, Лайонел Ньюман)[6] и лучший звук (Джек Соломон, Мюррей Спивак), а также четыре номинации: лучший фильм (Эрнест Леман), лучшая операторская работа (Гарри Стрэдлинг), лучший дизайн костюмов (Ирен Шарафф), лучший монтаж (Уильям Рейнольдс).
- 1970 — пять номинаций на премию «Золотой глобус»: лучший фильм — мюзикл или комедия, лучший режиссёр (Джин Келли), лучшая женская роль в мюзикле или комедии (Барбра Стрейзанд), лучшая женская роль второго плана (Марианн Макэндрю), самая многообещающая дебютантка (Марианн Макэндрю).
- 1970 — три номинации на премию BAFTA: лучшая актриса (Барбра Стрейзанд), лучшая операторская работа (Гарри Стрэдлинг), лучшая работа художника (Джон ДеКьюр).
- 1970 — номинация на премию Гильдии режиссёров США за лучшую режиссуру художественного фильма (Джин Келли).

## В культуре
- В фильме «ВАЛЛ-И» использованы видео- и музыкальные фрагменты данного фильма, являющегося любимым фильмом главного героя, который смотрит его на плеере, похожем на iPod[7][8].